# Pittsfield, New Hampshire
Pittsfield är en kommun (town) i Merrimack County i den amerikanska delstaten New Hampshire med cirka 3 931 invånare (2000). Den har enligt United States Census Bureau en area på 61,8 km².

## Kända personer från Pittsfield
- Moses Norris, politiker